# Jerdonlerche

Hellgrün: Verbreitungsgebiet der Jerdonlerche.
Dunkelgrün: Verbreitungsgebiet der nahe verwandten Bengalenlerche

Die Jerdonlerche (Mirafra affinis) ist eine Art aus der Familie der Lerchen. Ihr Verbreitungsgebiet liegt in Südasien. Sie wurde ursprünglich als eine Unterart der Bengalenlerche eingeordnet. Auf Grund von Unterschieden im Gesang wird sie mittlerweile als eigenständige Art eingestuft.
Ihren deutschen Namen trägt die Jerdonlerche zu Ehren von Thomas Caverhill Jerdon (1811–1872), einem britischen Mediziner, Botaniker und Zoologen, der als Arzt zunächst in der britischen Ostindien-Kompanie tätig war und später zum Stabsarzt des britischen Regiments Madras befördert wurde.

## Merkmale
Die Jerdonlerche erreicht eine Körperlänge von etwa 15 Zentimetern, wovon 3,9 bis 4,7 Zentimeter auf den Schwanz entfallen. Die Schnabellänge beträgt 1,3 bis 1,8 Zentimeter. Es besteht kein auffallender Geschlechtsdimorphismus, die Männchen sind allerdings etwas größer als die Weibchen.
Die Jerdonlerche ist heller und etwas rötlicher als die nahe verwandte Bengalenlerche. Der Scheitel und der Nacken sind bräunlich gelbbraun bis rötlich graubraun und auffällig schwärzlich-braun gestrichelt. Der gelbbräunliche Überaugenstreif ist schmal.
Das Kinn und die Kehle sind weißlich, die Brust ist gelbbraun, der Bauch dagegen deutlich heller. Die Brust weist runde bis dreieckige schwärzlich-braune Flecken auf. Die Arm- und Handschwingen haben rötliche Säume. Die Schwanzfedern sind dunkel gelbbraun, die Hinterkralle ist bei den meisten Individuen länger als die Hinterzehe.
Der Oberschnabel ist dunkelbraun, der Unterschnabel gelblich hornfarben. Die Füße sind rötlich bis gelblich braun. Die Iris ist braun.

## Verbreitungsgebiet und Lebensraum
Die Jerdonlerche kommt in Indien sowie auf Sri Lanka vor. Ihr Lebensraum ist offenes steiniges Grasland, das mit Büschen bestanden ist, aber auch Agrarland. Sie ist ein Standvogel.

## Lebensweise
Die Jerdonlerche frisst Sämereien sowie Arthropoden. Sie brütet im Süden Indiens im Zeitraum Dezember bis Mai. Auf Sri Lanka fällt die Brutzeit dagegen in die Monate März bis August mit einem Höhepunkt im Mai.
Die Jerdonlerche singt überwiegend von Ansitzwarten auf einem Hügel, einem Busch, einem Zaun oder einem Telefondraht und sitzt dabei wenige Meter über dem Boden. Nach Beendigung des Gesangs lässt sie sich mit gespreizten Flügeln und herabhängenden Beinen auf den Boden fallen. Den Singflug zeigt sie vergleichsweise selten.
Wie alle Lerchen ist die Jerdonlerche ein Bodenbrüter, der ein napfförmiges Nest in einer Erdmulde baut. Das Nest ist nur gelegentlich überwölbt. Das Gelege besteht in der Regel aus drei bis vier Eiern. Die Eier sind gelblich bis hell gräulich und weisen bräunliche und graue kleine Flecken auf.

## Einzelbelege
1. ↑  Per Alström: Taxonomy of the Mirafra assamica complex. In: Forktail. 13. Jahrgang, 1998, S. 97–107  (englisch, orientalbirdclub.org [PDF; abgerufen am 24. Februar 2019]).
2. ↑  Bo Beolens, Michael Watkins: Whose Bird?: Common Bird Names and the People They Commemorate. Yale University Press, London 2004, ISBN 978-0300-10359-5.
3. ↑  Pätzold: Kompendium der Lerchen. S. 103.
4. 1 2  Pätzold: Kompendium der Lerchen. S. 104.
5. ↑  Pätzold: Kompendium der Lerchen. S. 101.